# Giorgio de Chirico, aux origines du surréalisme belge
Giorgio de Chirico, aux origines du surréalisme belge. René Magritte, Paul Delvaux, Jane Graverol est une exposition artistique au Beaux-Arts Mons, à Mons, du 16 février 2019 au 2 juin 2019. Portant sur le peintre Giorgio De Chirico et son influence sur trois figures du surréalisme belge – René Magritte, Paul Delvaux et Jane Graverol –, elle a Laura Neve pour directrice scientifique.

## Liste d'œuvres exposées
- Sans numéro. Giorgio De Chirico, Autoportrait, 1949 — p. 10.
- Sans numéro. Giorgio De Chirico, Portrait de Paul Guillaume, 1915 — p. 17.
- 1. Giorgio De Chirico, L'Incertitude du poète, 1913 — p. 75.
- 2. Giorgio De Chirico, Mélancolie hermétique, 1919 — p. 76.
- 3. René Magritte, Portrait de Georgette au bilboquet, 1926 — p. 77.
- 4. Jane Graverol, Deuxièmes métaphores, 1939 — p. 78.
- 5. René Magritte, Rochers dans une chambre, 1950 — p. 78.
- 6. Giorgio De Chirico, Intérieur forestier, 1926 — p. 79.
- 7. Giorgio De Chirico, La Révolte d'un sage, 1916 — p. 80.
- 8. René Magritte, Sans titre, 1925 — p. 81.
- 9. Giorgio De Chirico, Les Jouets défendus, 1915 — p. 82.
- 10. Jane Graverol, L'Expérience, 1967 — p. 82.
- 11. Giorgio De Chirico, Meubles dans la chambre, 1927 — p. 83.
- 12. Giorgio De Chirico, Intérieur métaphysique avec paysage, villa avec fontaine, 1955 — p. 84.
- 13. René Magritte, La Belle Captive, 1965 — p. 85.
- 14. Paul Delvaux, La Femme au miroir, 1948 — p. 85.
- 15. Giorgio De Chirico, Mobiliers dans la vallée, 1966 — p. 86.
- 16. Jane Graverol, Le Cortège d'Orphée, 1948 — p. 87.
- 17. Giorgio De Chirico, Mobiliers dans la vallée, 1928 — p. 88.
- 18. Paul Delvaux, L'Ermitage, 1928 — p. 88.
- 19. René Magritte, Le Discours de la méthode, ca. 1965-1966 — p. 89.
- 20. Giorgio De Chirico, Composition métaphysique avec tête de Jupiter, ca. 1970 — p. 91.
- 21. Giorgio De Chirico, Place d'Italie, 1916 — p. 92.
- 22. Paul Delvaux, Palais en ruines, 1935 — p. 93.
- 23. Giorgio De Chirico, Place d'Italie avec statue, ca. 1965-1970 — p. 94.
- 24. Giorgio De Chirico, Place d'Italie avec soleil éteint, 1971 — p. 95.
- 25. René Magritte, Le Cinéma bleu, 1925 — p. 96.
- 26. René Magritte, La Maison en feu, 1926 — p. 97.
- 27. Jane Graverol, La Mariée, 1954 — p. 97.
- 28. Giorgio De Chirico, Cri d'amour, 1974 — p. 98.
- 29. Paul Delvaux, La Robe mauve, 1946 — p. 99.
- 30. René Magritte, La Forêt, 1927 — p. 100.
- 31. Giorgio De Chirico, L'Anniversaire du prince, 1973 — p. 101.
- 32. Giorgio De Chirico, Le Retour d'Ulysse, 1973 — p. 102.
- 33. Jane Graverol, La Nouvelle Mélancolie, 1961 — p. 103.
- 34. Giorgio De Chirico, Les Remords d'Oreste, 1969 — p. 104.
- 35. Paul Delvaux, La Conversation, 1944 — p. 105.
- 36. René Magritte, L'Âge des merveilles, 1926 — p. 105.
- 37. Giorgio De Chirico, Nu assis avec draperie rose et jaune, 1941 — p. 107.
- 38. Giorgio De Chirico, Autoportrait dans un parc en costume du 16e siècle, 1959 — p. 108.
- 39. Giorgio De Chirico, Nature morte dans un paysage champêtre, ca. 1943 — p. 109.
- 40. Giorgio De Chirico, Nature morte aux petites tomates rouges, 1958 — p. 109.
- 41. Paul Delvaux, L'Âge de fer, 1951 — p. 110.
- 42. Paul Delvaux, L'Univers interdit, 1943 — p. 111.
- 43. Giorgio De Chirico, Le Repos du gladiateur, 1968-1969 — p. 112.
- 44. René Magritte, Étude pour Le Psychologue, 1948 — p. 113.
- 45. Giorgio De Chirico, Nu, ca. 1930 — p. 114.
- 46. Giorgio De Chirico, Étude pour Mercure (l'index), 1945-1946 — p. 115.
- 47. Giorgio De Chirico, Étude de pied (Le Pied du Maître), 1946 — p. 115.
- 48. Giorgio De Chirico, Les Archéologues, 1927 — p. 117.
- 49. Giorgio De Chirico, Cheval blanc, ca. 1930 — p. 118.
- 50. Giorgio De Chirico, Cheval et Zèbre, 1948 — p. 119.
- 51. Paul Delvaux, Étude pour Pygmalion, 1939 — p. 120.
- 52. Giorgio De Chirico, Ariane endormie, 1940 — p. 121.
- 53. Giorgio De Chirico, Les Archéologues Oreste et Pylade, 1966 — p. 121.
- 54. Giorgio De Chirico, Tête d'animal mystérieux, 1975 — p. 122.
- 55. Giorgio De Chirico, Idylle antique, ca. 1970 — p. 123.
- 56. Giorgio De Chirico, Offrande à Jupiter, 1971 — p. 124.
- 57. Jane Graverol, La Souffrance de Sapho, 1951 — p. 125.
- 58. Paul Delvaux, L'Aube sur la ville, 1940 — p. 126.
- 59. Jane Graverol, Circé, 1956 — p. 127.
- 60. Giorgio De Chirico, Le Confiseur de Périclès, 1925 — p. 129.
- 61. Giorgio De Chirico, Les Philosophes grecs, 1925 — p. 130.
- 62. Giorgio De Chirico, Le Masque, 1970 — p. 131.
- 63. Jane Graverol, La Colère, 1948 — p. 131.
- 64. Giorgio De Chirico, Mannequins coloniaux, 1969 — p. 132.
- 65. Giorgio De Chirico, Archéologue, 1954 — p. 133.
- 66. Giorgio De Chirico, Les Muses inquiétantes, 1968 — p. 134.
- 67. Jane Graverol, Le Salut du démiurge, 1940 — p. 135.
- 68. Giorgio De Chirico, L'Épouse fidèle, 1917 — p. 136.
- 69. Giorgio De Chirico, Le Philosophe et le Poète, 1916 — p. 137.
- 70. Giorgio De Chirico, Les Muses du foyer, 1926 — p. 138.
- 71. Paul Delvaux, Le Dialogue, 1974 — p. 139.
- 72. René Magritte, Dialogue dénoué par le vent, 1928 — p. 139.